# Lystra lanata
Lystra lanata é uma espécie do gênero Lystra. Foi descrita originalmente por Carl Linnaeus por seu basiônimo Cicada lanata.

## Descrição
A Lystra lanata tem asas pretas com manchas azuis e laterais vermelhas em sua cabeça.

## Localização
Esta espécie é encontrada no Brasil, Guiana Francesa, Antilhas francesas, Guiana,  e Suriname .

## Hospedeiro
Uma planta hospedeira desta espécie é a árvore Simarouba amara. Um grupo de indivíduos da espéciese reunindo em um grupo nesta árvore em uma localidade perto de onde os rios Napo e Yagua se juntam. 